# Dioscorea kituiensis
Dioscorea kituiensis är en enhjärtbladig växtart som beskrevs av Paul Wilkin och A. Muthama Muasya. Dioscorea kituiensis ingår i släktet Dioscorea och familjen Dioscoreaceae. Inga underarter finns listade i Catalogue of Life.